# Stachylina robusta
Stachylina robusta är en svampart som beskrevs av Lichtw. & M.C. Williams 1999. Stachylina robusta ingår i släktet Stachylina och familjen Harpellaceae.   Inga underarter finns listade i Catalogue of Life.